# Koberno (železniční zastávka)
Koberno je železniční zastávka, která se nachází v katastrálním území Dolní Povelice (část Bohušova v okrese Bruntál), její poloha je severně od vesnice Koberno, podle které je pojmenována. Zastávka leží v km 14,459 jednokolejné úzkorozchodné železniční trati Třemešná ve Slezsku – Osoblaha mezi dopravnami Slezské Rudoltice a Bohušov.
Zastávka je považována za jedno z nejmalebnějších nádraží na trati.

## Historie
Zastávka byla otevřena 14. prosince 1898, tedy současně se zprovozněním úzkorozchodné trati, na které se nachází. Zastávka byla pojmenována německy Kawarn, od roku 1945 se pak používá český název Koberno.
Nádražní budova byla od roku 2008 opuštěná a pomalu pustla, problémem byla především voda, která se držela ve sklepě stavení. V roce 2018 byla budova i s navazujícími pozemky převedena na obecně prospěšnou společnost Osoblažská úzkorozchodná dráha. V roce 2021 začala rekonstrukce budovy, která byla slavnostně ukončena v září 2022. Oprava budovy byla provedena podle původních plánů z roku 1898. Po opravě byla stavba nabídnuta k nájemnímu bydlení.

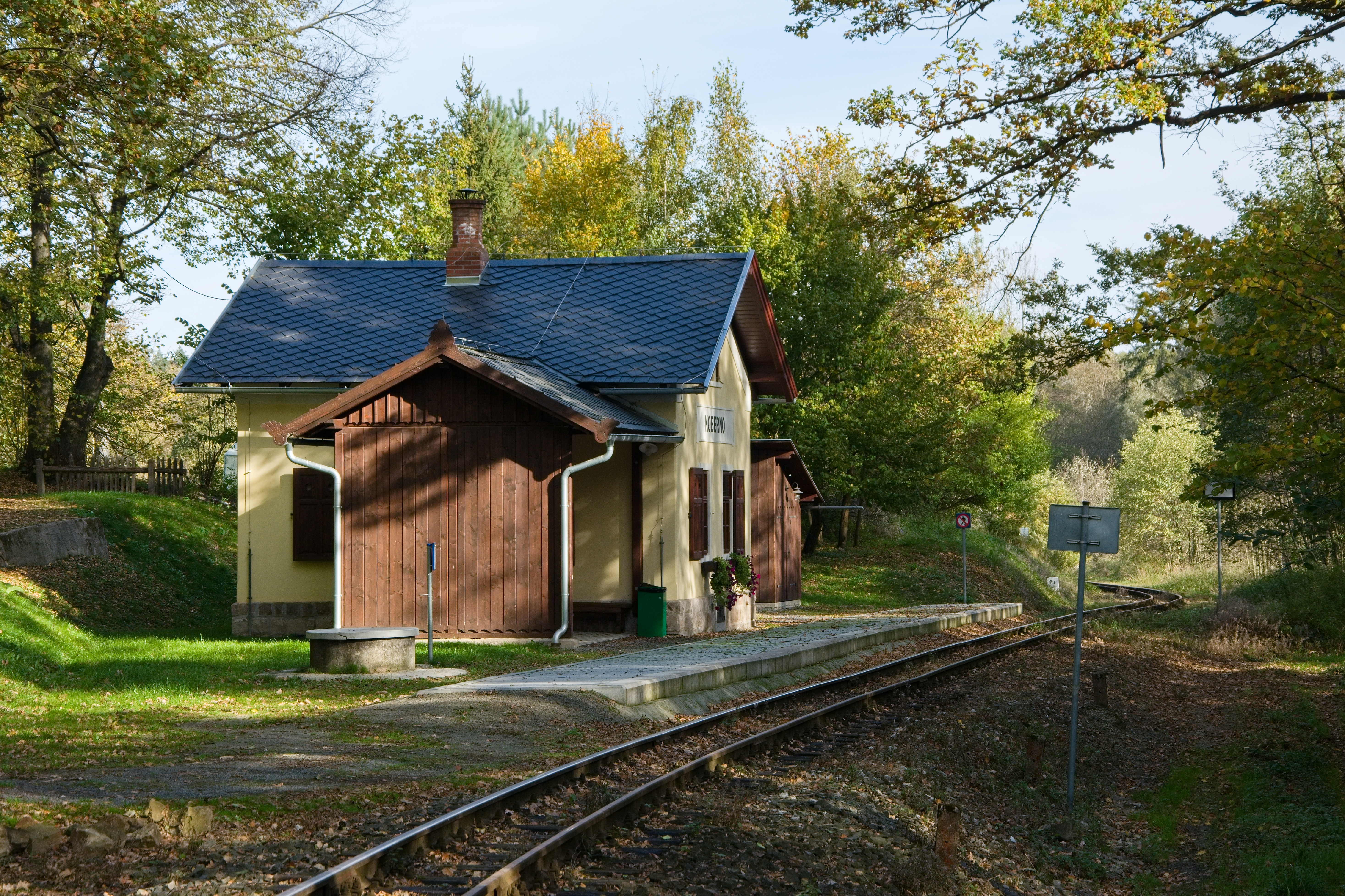
Celkový pohled na zastávku

## Popis zastávky
V zastávce je u traťové koleje zřízeno vnější jednostranné nástupiště o délce 40 m, nástupní hrana je ve výšce 250 mm nad temenem kolejnice. Nástupiště je vydlážděno zámkovou dlažbou.
Bezprostředně u zastávky se v km 14,398 nachází přejezd P4425, který je zabezpečen výstražnými kříži. Jedná se o křížení s místní komunikací z vesnice Koberno.